# Вільяв'єха-дель-Лосоя
Вільяв'єха-дель-Лосоя (ісп. Villavieja del Lozoya) — муніципалітет в Іспанії, у складі автономної спільноти Мадрид. Населення — 254 особи (2010).
Муніципалітет розташований на відстані близько 65 км на північ від Мадрида.
На території муніципалітету розташовані такі населені пункти: (дані про населення за 2010 рік)
- Лос-Льянос: 11 осіб
- Лас-Кабесас: 14 осіб
- Ель-Терсіо-де-ла-Лагуна: 16 осіб
- Вільяв'єха-дель-Лосоя: 193 особи
- Ла-Каньяда: 20 осіб
- Ла-Соланілья: 0 осіб

## Демографія
Динаміка населення (INE ):